# Aubignan
Aubignan ist eine französische Gemeinde mit 5.962 Einwohnern (Stand 1. Januar 2022) im Département Vaucluse in der Region Provence-Alpes-Côte d’Azur.

## Geografie
Aubignan befindet sich zwischen den Dentelles de Montmirail und der fünf Kilometer entfernten Stadt Carpentras, deren Gebiet direkt südöstlich an der Gemeinde angrenzt. Weitere Nachbargemeinden sind Saint-Hippolyte-le-Graveyron im Nordosten, Beaumes-de-Venise im Norden, Sarrians im Westen und Loriol-du-Comtat im Südwesten.
Wichtigste Wasserläufe sind der Brégoux, der das Gemeindegebiet mit zahlreichen Zuläufen von Nordosten nach Südwesten durchzieht, und der im 19. Jahrhundert angelegte Canal de Carpentras. Teile des Gemeindegebietes gehören zum Regionalen Naturpark Mont-Ventoux.

## Einwohnerentwicklung
| Jahr      | 1962 | 1968 | 1975 | 1982 | 1990 | 1999 | 2006 | 2017 |
| --------- | ---- | ---- | ---- | ---- | ---- | ---- | ---- | ---- |
| Einwohner | 1635 | 1819 | 2126 | 2230 | 3347 | 3837 | 4498 | 5661 |

## Sehenswürdigkeiten
- Rathaus (Hôtel de ville) (18. Jahrhundert)
- Pfarrkirche (18. Jahrhundert), aufgrund der Lage an der Stadtmauer nicht geostet, Monument historique seit 1970[1]
- Hôtel-Dieu (18. Jahrhundert), ein erstes Hospiz in Aubignan wird 1336 erwähnt
- Kapelle St-Sixte, Monument historique seit 1984[2]
- ehemaliger Bahnhof Gare d’Aubignan-Loriol, 1974 geschlossen
- großer Brunnen mit achteckigem Becken und Lavoir
- Überreste der Stadtmauer mit Stadttor Porte de France

## Eponyme
Der am 28. November 1948 entdeckte Asteroid (3920) Aubignan trägt seit 1995 den Namen der Gemeinde.

## Persönlichkeiten
- François Arnaud (1721–1784), Mitglied der Académie française, geboren in Aubignan